# پیامک

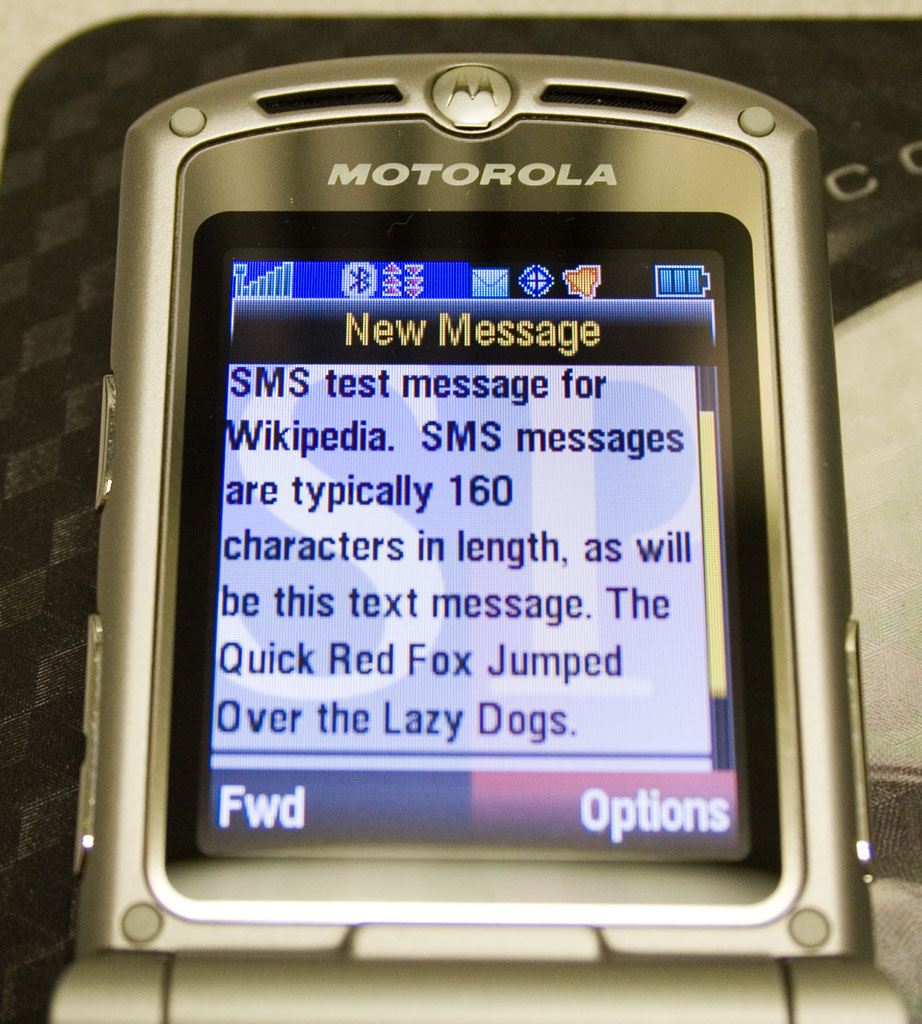
نمونهٔ تصویری از پیامک

پیامک یا اِس‌اِم‌اِس (به انگلیسی: Short Message Service) (اختصاری SMS) (به معنی سرویس پیام کوتاه) سرویسی برای تبادل پیام‌های متنی از طریق تلفن‌های همراه (و برخی وسیله‌های همراه دیگر مانند رایانهٔ جیبی و گاه برای رایانه‌های شخصی) است. پیام کوتاه یکی از فعالیت‌های پرسود برای شرکت‌های مخابراتی محسوب می‌شود و در سال ۲۰۱۲ درآمد حاصل از این خدمات، ۶۷ میلیارد دلار در سال پیش‌بینی شده بود.
این فناوری در سال ۱۹۹۲ در گروه «سما تلکام» شرکت مخابراتی وُدافون در انگلستان اختراع شد. نیل پاپ‌ورت، یکی از مهندسان این شرکت، که در ساخت این فناوری مشارکت داشت، در ۳ دسامبر ۱۹۹۲ اولین پیام کوتاه را فرستاد. در آن زمان تلفن‌های همراه صفحه‌کلید نداشتند و برای نوشتن پیام کوتاه از رایانه استفاده شد. این سیستم در واقع به‌عنوان یک پیجر اداری برای گزارش رفت‌وآمد مدیران شرکت‌ها به منشی و دبیرخانه طراحی شده بود، اما به مرور زمان استفاده از آن گسترش یافت، به‌طوری‌که تا بیست سال بعد نقشی محوری در نحوهٔ برقراری ارتباط میان انسان‌ها پیدا کرد. در سال ۲۰۱۱ حدود ۱۵۰ میلیارد پیام کوتاه فقط در بریتانیا ارسال شد.
پیامک از سال ۱۳۸۱ وارد ایران شد و تا پنج سال بعد فقط از نام اختصاری انگلیسیِ «اِس‌اِم‌اِس» برای آن استفاده می‌شد. در سال ۱۳۸۶، فرهنگستان زبان و ادب فارسی، واژه‌های «پیامک» و «پیام کوتاه» را به‌عنوان برابرهای فارسی این واژه تصویب کرد.

## مخترع
مت مکونن خالق پیامک است. وی ایدهٔ ارسال پیام کوتاه از طریق شبکه‌های موبایل را مطرح کرد. «مکونن» همواره از اینکه به‌عنوان خالق پیامک نامیده شود سر بازمی‌زد و معتقد بود ارائهٔ این فناوری حاصل تلاش و خرد جمعی بوده‌است. وی در ۳۰ ژوئن ۲۰۱۴ (۱۰ تیر ۱۳۹۴) در ۶۳ سالگی و پس از یک دوره مبارزه با بیماری درگذشت.

## محبوبیت خدمات پیام کوتاه
استفاده از خدمات پیام کوتاه در بین مردم جهان از محبوبیت زیادی برخوردار است. به عقیدهٔ بسیاری از مردم، استفاده از این خدمات به دلیل «ارزان بودن» به سرعت فراگیر شده‌است. در حال حاضر ۸۳ درصد از کاربران انگلیسی و ۷۹ درصد از کاربران آلمانی تلفن همراه از سرویس پیام کوتاه استفاده می‌کنند. همچنین پیش‌بینی شده‌است که تعداد پیام‌های ارسالی تا سال ۲۰۱۲ به ۳٫۷ تریلیون برسد. با توجه به محبوبیت پیامک در ایران، استفاده از نمایندگی پنل اِس‌اِم‌اِس یکی از روش‌های سودآور کسب درآمد اینترنتی محسوب می‌شود.
دو گروه زیر با خرید نمایندگی پنل اِس‌اِم‌اِس می‌توانند سریع‌تر به سوددهی برسند.
- طراحان وب‌سایت، برنامه‌نویسان، شرکت‌های نرم‌افزاری و تمام نرم‌افزارهایی که به سامانهٔ پیامک متصل می‌شوند.
- کانون‌های تبلیغاتی، آژانس‌های تبلیغاتی و مشاوران تبلیغاتی که مشتری برای تبلیغات به آن‌ها مراجعه می‌کند.

## خدمات پیام کوتاه در ایران
استفاده از خدمات پیام کوتاه در ایران برای نخستین بار در سال ۱۳۸۱ مورد بهره‌برداری قرار گرفت. از این سال به بعد استفاده از پیام کوتاه به‌تدریج در بین کاربران ایرانی تلفن همراه فراگیر شد. در سال ۱۳۸۵، ۸ میلیارد پیام کوتاه در ایران مبادله شد. در این سال روزانه ۲۰ میلیون پیام کوتاه توسط کاربران تلفن همراه رد و بدل می‌گردید که این رقم در روزهای خاص و اعیاد مختلف بیشتر می‌شود. امروزه ارسال پیامک جزئی از زندگی و یکی از سریع‌ترین روش‌های ارتباط انسان‌ها با یکدیگر شده‌است.

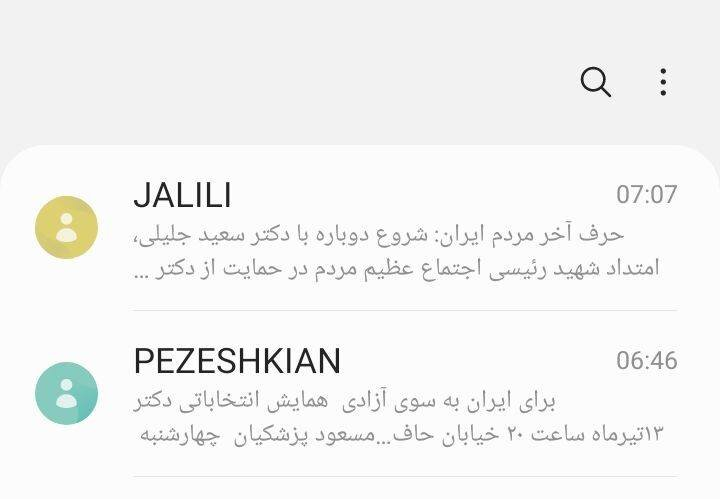
پیامک انتخاباتی در سال ۱۴۰۳ در ایران

از امکانات پیام کوتاه با واسطهٔ نرم‌افزارهای تحت وب و اینترنتی، سوءاستفاده‌های زیادی انجام می‌پذیرد و با ارسال پیامک‌های فله در تعداد زیاد اسباب مزاحمت برای دیگران و تجاوز به حقوق آنان به عمل می‌آید.
کلاهبرداری و مزاحمت های زیادی از طریق پیامک برای کاربران ایرانی ایجاد شده به همین دلیل وزارت ارتباطات و فناوری اطلاعات تلاش خود را به کار گرفته‌است تا جلوی این نوع از مزاحمت‌ها را بگیرد و در همین راستا نیز مشترکان می‌توانند با استفاده از کدهای دستوری ارائه شده توسط سازمان رگولاتوری پیامک‌های تبلیغاتی خود را مسدود کنند، که این کار نقش به‌سزایی در کم شدن مزاحمت‌ها دارد.

## ارسال پیام کوتاه از طریق تلفن ثابت
ارسال و دریافت پیام کوتاه از طریق تلفن ثابت، یکی از سرویس‌های ارزش افزوده‌ای است که در کشورهای توسعه‌یافته مورد استفادهٔ گستردهٔ مشترکان قرار می‌گیرد و به عنوان یک سرویس متداول در مخابرات جهان توانسته‌است جایگاه خود را با تدوین استانداردها و قوانین مشخص ارتقاء بخشد. اکنون ارسال پیامک از طریق تلفن ثابت در ایران، تنها با پیش‌شمارهٔ ۰۲۱ و ۰۲۶ قابل انجام است.

## مطالعهٔ بیشتر
- محسن تورانی و محمود احمدیان، بررسی امنیت سرویس پیام کوتاه، مهر ۱۳۸۷.